# ایمی (فیلم ۲۰۱۵)
ایمی (به انگلیسی: Amy) یک فیلم مستند به کارگردانی آصف کاپادیا است که در سال ۲۰۱۵ منتشر شد. این فیلم به داستان زندگی و مرگ ایمی واینهاوس خواننده و ترانه‌سرای بریتانیایی می‌پردازد.
این فیلم برای نخستین بار در جشنواره فیلم کن ۲۰۱۵ به نمایش درآمد.

## روایت
این مستند بر زندگی ایمی واینهاوس خواننده و ترانه‌سرای بریتانیایی متمرکز است که در ۲۳ ژوئیه ۲۰۱۱ و در ۲۷ سالگی درگذشت. علت مرگ وی را مسمومیت بر اثر بیش مصرفی الکل تشخیص دادند. فیلم صحنه‌های کوتاهی از زندگی حرفه‌ای ایمی، روابطش و اعتیادش به الکل و مواد مخدر را نمایش می‌دهد. فیلم از سالهای آغازین زندگی ایمی تا مرگ نابهنگامش را روایت می‌کند. در فیلم از تصاویر دیده نشده و موسیقی‌های شنیده نشده ایمی واینهاوس استفاده شده است.

## جوایز
این فیلم در سال 2016 در هشتاد و هشتمین دوره جوایز اسکار و شصت و نهمین دوره جوایز بفتا به عنوان بهترین فیلم مستند انتخاب شد.

## بازیگران
- ایمی واینهاوس
- میچ واینهاوس (پدر)
- جنیس واینهاوس (مادر)
- الکس واینهاوس (برادر)
- ری کاسبرت (مدیر برنامه)
- بلیک فیلدر سیویل (همسر)
- ژولیت اشبی (دوست)
- دیون برمفیلد

## واکنش‌ها
خانواده واینهاوس پس از تماشای این فیلم، نسبت به صحت و اعتبار آن اعتراض کردند و تلاش‌هایی جهت جلوگیری از پخش فیلم به عمل آوردند که بی‌نتیجه بود. میچ پدر ایمی معتقد است که این فیلم او را به عنوان پدر مقصر نشان داده و تنها بخشی از واقعیت را به تصویر کشیده است.